# Силваса
Силва́са, Силва́сса, Селваса (маратхи सिल्वासा, гудж. સેલ્વાસ) — город в Индии, в округе Дадра и Нагар-Хавели в союзной территории Дадра и Нагар-Хавели и Даман и Диу.

## Демография
На 2001 год население города составляло 21 890 человек, 57 % мужчин и 43 % женщин. Уровень грамотности 75 %, выше, чем средний национальный уровень в 59,5 %; грамотность среди мужчин составляет 80 %, среди женщин 68 %. 15 % населения — дети до 6 лет. Основные языки — маратхи и гуджарати.
В Силвасе проживает значительное количество католиков, так как эта территория, наряду с Гоа и Даман и Диу, раннее была португальской колонией.

## Промышленность
Город является свободной экономической зоной. Вследствие этого в Силвасе находится большое количество фабрик и заводов.